# Pakuran (Buayan)
Pakuran is een bestuurslaag in het regentschap Kebumen van de provincie Midden-Java, Indonesië. Pakuran telt 1686 inwoners (volkstelling 2010).